# 앤절라 욘손
앤절라 욘손(Angela Jonsson, 1990년 2월 28일 ~ )은 인도의 모델, 배우이다.